# Svenska kyrkans församlingar
Den Svenske Kirkes menigheder (svensk: Svenska kyrkans församlingar) er den mindste administrative enhed indenfor Den Svenske Kirke.
I 1862 var der over 2.500 menigheder i Sverige. Den 1. januar 2014 var der 1.364 menigheder indenfor den svenske kirke. Antallet viser en stadig nedadgående tendens.

## Folkeregistre
Gennem århundreder var det præsterne der førte folkeregistrene. Denne opgave blev overtaget af skattevæsenet i 1991.
Frem til 1862 var det sognene, der dannede basis til folkeregistrene. Derefter blev det menighederne.
Den 1. januar 2016 afløste de nyoprettede folkebogføringsdistrikter menighederne som basis for folkeregistrene. Distrikterne svarer til de menigheder, der fandtes ved årsskiftet 1999/2000.